# Palacio de Justicia del Condado de Paulding
El Palacio de Justicia del Condado de Paulding es un edificio gubernamental histórico en el centro de Paulding, una villa del estado de Ohio (Estados Unidos). De estilo románico richardsoniano, fue erigido en 1886 y es el tercer palacio de justicia del condado de Paulding.

## Historia
Cuando se creó el condado de Paulding en 1820, su sede fue la comunidad Charloe. Este arreglo resultó ser de corta duración: Paulding creció significativamente mientras Charloe se estancaba, y la cabecera del condado finalmente se trasladó a la aldea más grande. Tras el cambio, el segundo palacio de justicia del condado se erigió en la plaza central del pueblo en 1837. Tras medio siglo de servicio, esta estructura de armazón fue demolida y en 1886 se construyó la actual en el mismo lugar.
Diseñado por E. O. Fallis Company y construido por trabajadores bajo la dirección del contratista general Rudolph Ehrhart, el palacio de justicia es una estructura de ladrillo con cimientos de piedra y un techo de asfalto. De dos pisos y medio de altura con una torre central, el palacio de justicia presenta entradas casi idénticas en cada uno de sus cuatro lados. Con 50 m de altura desde la punta de su torre abovedada, el palacio de justicia se inspiró en el Palacio de Justicia del Condado de Lenawee en Míchigan, que también fue diseñado por los arquitectos de Fallis.
En 1974, el Palacio de Justicia del condado de Paulding se incluyó en el Registro Nacional de Lugares Históricos, debido a su características arquitectónicas. Es uno de los cuatro edificios en el condado de Paulding en el Registro, junto con un granero redondo rural, una antigua estación de tren en el pueblo de Antwerp y la Biblioteca Carnegie en Paulding. 